# Nikolay Kazakryan
Nikolay Kazakryan (arménien : Նիկոլայ Ղազարյան, russe : Николай Казарян), né le 11 janvier 1947 à Bakou (URSS), et mort le 19 décembre 2023 à Erevan (Arménie), est un footballeur soviétique d'origine arménienne qui joue au poste d'attaquant. Nikolay Kazakryan a également été le premier président de la Fédération de football d'Arménie.

## Palmarès

### Joueur
Ararat Erevan
- Champion d'Union soviétique en 1973[2]
- Vainqueur de la Coupe d'Union soviétique en 1973 et 1975[2].

## Hommages et distinctions
- Maître des sports de l'URSS[3]
- Médaille du 1er degré « Pour le service à la Patrie » (Arménie)[4]
- Nikolay Kazakryan à l'instar de ses coéquipiers de l'équipe « Ararat-73 », est représenté sur la statue de l'équipe de 1973, créée par Tigran Barseghyan et installée en 2016 à Erevan.

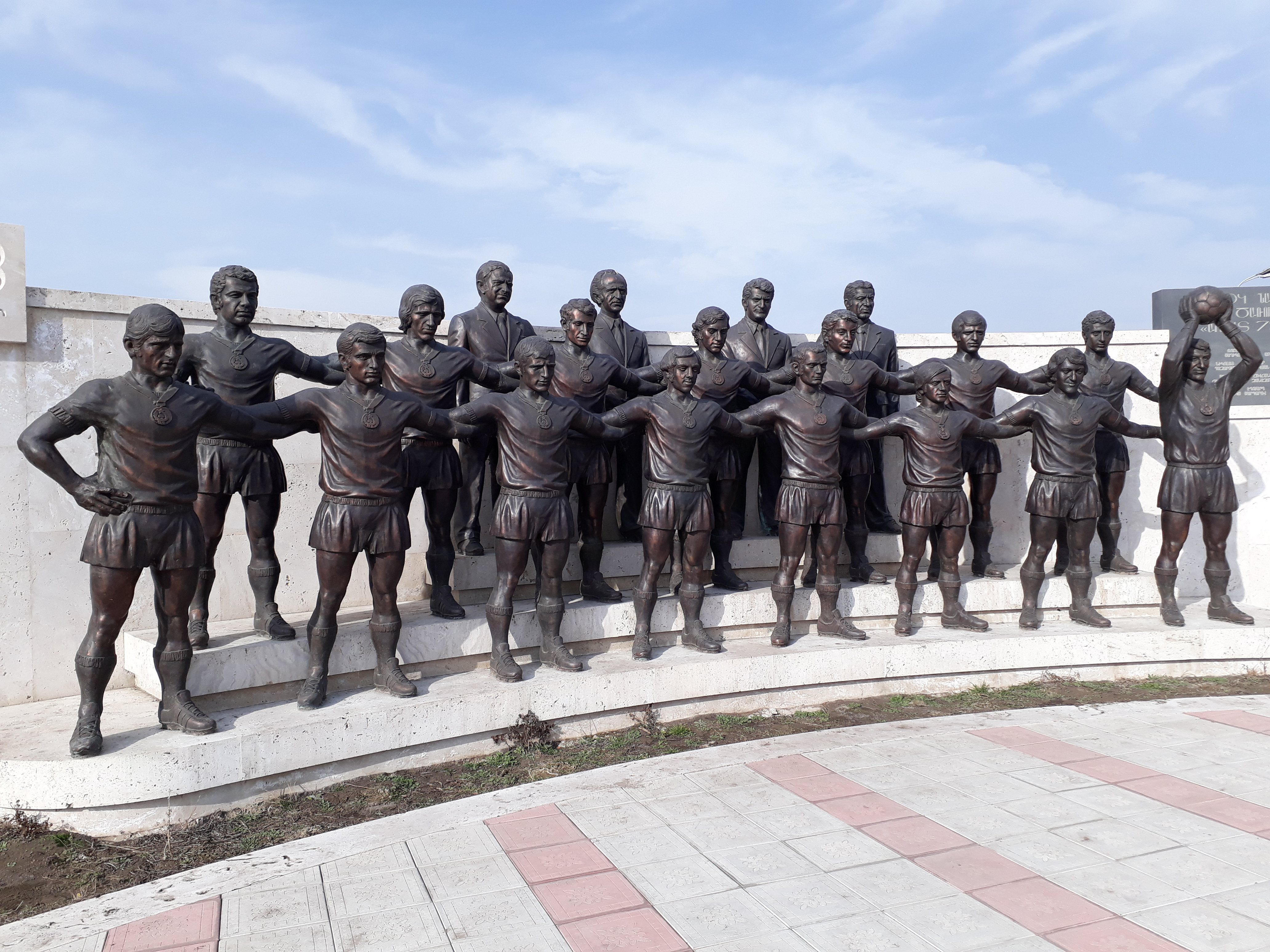
Statue de l'équipe d'Ararat de 1973 qui fit le doublé Coupe-Championnat d'URSS.